# The Aerial Anarchists
The Aerial Anarchists er en britisk stumfilm fra 1911 af Walter R. Booth.